# Kjenn
Kjenn es un pueblo del condado de Akershus, Noruega. Es también, junto con Solheim, el centro administrativo del municipio de Lørenskog. Está situado entre los pueblos de Skårer, Fjellhamar y Langvannet. El pueblo cuenta con un jardín de infancia, escuela primaria (escuela de Solheim), escuela secundaria (Know junior high school) y secundaria superior. En 2007 se construyó un pabellón deportivo llamado Kjennhallen y en 2014 un parque de patinaje.